# Denis Sergejewitsch Grebeschkow
Denis Sergejewitsch Grebeschkow (russisch Денис Сергеевич Гребешков; englische Transkription: Denis Sergeyevich Grebeshkov; * 11. Oktober 1983 in Jaroslawl, Russische SFSR) ist ein ehemaliger russischer Eishockeyspieler und -trainer sowie derzeitiger -scout, der im Verlauf seiner aktiven Karriere zwischen 1999 und 2015 unter anderem 236 Spiele für die Los Angeles Kings, New York Islanders, Edmonton Oilers und Nashville Predators in der National Hockey League (NHL) auf der Position des Verteidigers bestritten hat. Darüber hinaus absolvierte Grebeschkow annähernd 350 weitere Partien in der russischen Superliga, wo er zweimal mit seinem Ausbildungsverein Lokomotive Jaroslawl die russische Meisterschaft gewann, und Kontinentalen Hockey-Liga (KHL). Mit der russischen Nationalmannschaft gewann er in den Jahren 2008 und 2009 die Goldmedaille bei der Weltmeisterschaft.

## Karriere
Denis Grebeschkow begann seine Karriere in den Nachwuchsmannschaften von Torpedo Jaroslawl. Ab der Saison 1999/2000 spielte er für die zweite Mannschaft seines Heimatvereins in der drittklassigen Perwaja Liga, ehe er während der Saison 2001/02 in die erste Mannschaft in die Superliga berufen wurde. Er absolvierte in der Folge 27 Saisonpartien und gewann mit dem inzwischen in Lokomotive Jaroslawl umbenannten Klub die russische Meisterschaft. Während des NHL Entry Draft 2002 wurde Grebeschkow in der ersten Runde an insgesamt 18. Position von den Los Angeles Kings aus der National Hockey League (NHL) ausgewählt, blieb aber für ein weiteres Jahr in seiner Heimatstadt. Mit Lokomotive gewann er die Hauptrunde der Spielzeit 2002/03 und besiegte in den Playoffs Salawat Julajew Ufa, den HK Lada Toljatti sowie Sewerstal Tscherepowez, so dass Grebeschkow seinen zweiten Meistertitel der Superliga gewann.

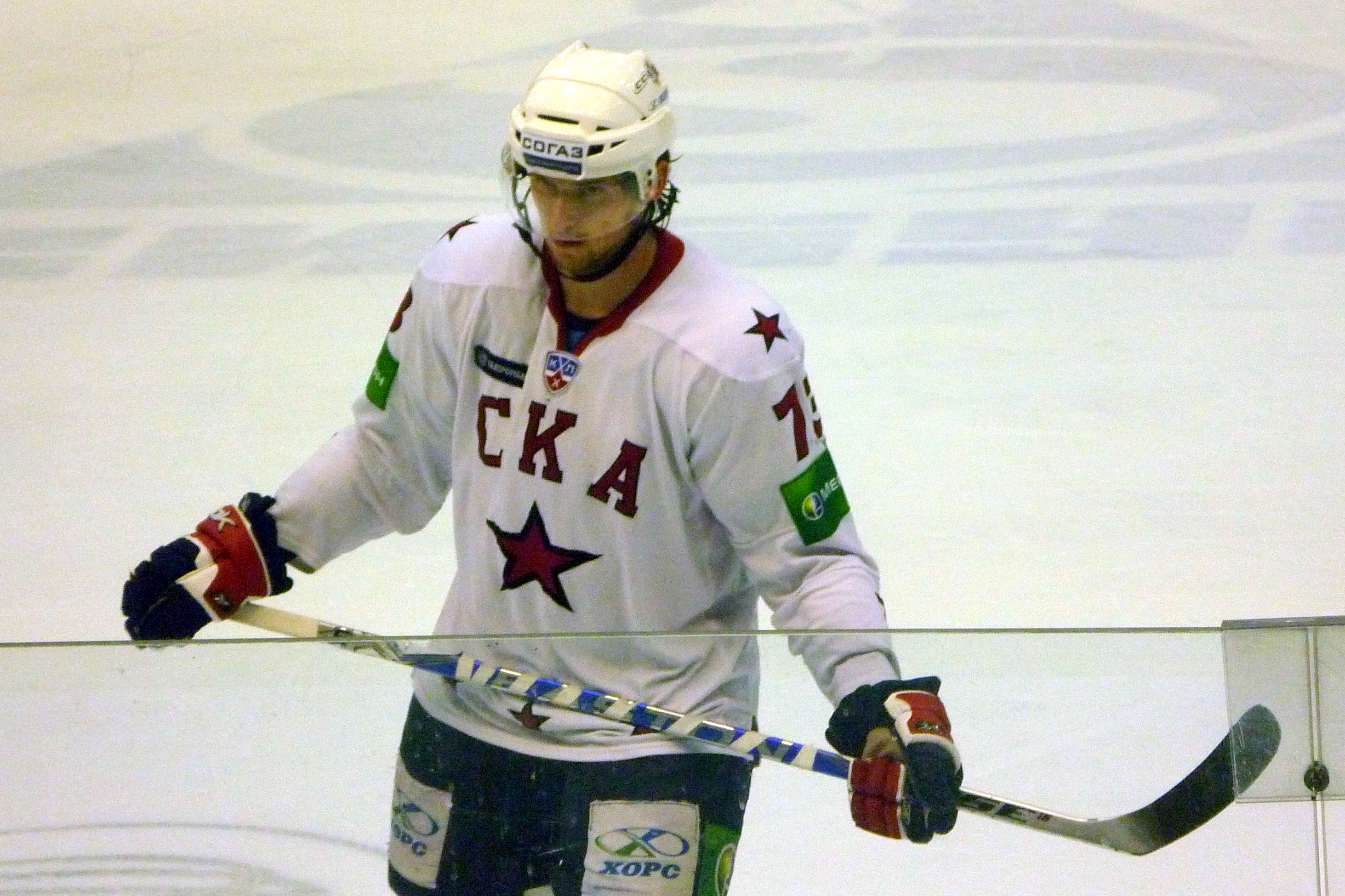
Grebeschkow im Trikot des SKA Sankt Petersburg (2010)

Ab der Saison 2003/04 spielte der Verteidiger bei den Los Angeles Kings in der NHL und absolvierte für das Team 33 NHL-Spiele. Hauptsächlich stand Grebeschkow aber bei deren Farmteam, den Manchester Monarchs, in der American Hockey League (AHL) auf dem Eis. Im März 2006 wurde der Russe gemeinsam mit Jeff Tambellini zu den New York Islanders transferiert, Los Angeles erhielt im Gegenzug Mark Parrish und Brent Sopel. Bis zum Saisonende kam er in 21 Partien für die Islanders zum Einsatz, ehe er die Playoffs bei deren AHL-Kooperationspartner Bridgeport Sound Tigers absolvierte. Im Anschluss an die Saison 2005/06 kehrte der Russe für eine Spielzeit nach Jaroslawl zurück. In dieser Zeit wurden die NHL-Rechte an dem Spieler von den Islanders an die Edmonton Oilers abgegeben. Die New York Islanders erhielten im Gegenzug Edmontons Verteidiger Marc-André Bergeron sowie deren Drittrunden-Wahlrecht für den NHL Entry Draft 2008. Am 1. Juli 2007 unterschrieb Grebeschkow einen Einjahresvertrag bei den Edmonton Oilers. Im Februar 2008 schoss er bei einer Partie der Oilers gegen die Nashville Predators das 8000. Tor in Edmontons Franchise-Geschichte. Sein Vertrag wurde im April desselben Jahres um eine weitere Spielzeit verlängert. Innerhalb von drei Jahren stand der Russe während der regulären Saison 223-mal für die Oilers auf dem Eis und sammelte dabei 82 Scorerpunkte. Im März 2010 wurde er im Tausch gegen ein Zweitrunden-Wahlrecht für den NHL Entry Draft 2010 an die Nashville Predators abgegeben. Für die Predators absolvierte der Abwehrspieler aufgrund von Verletzungen jedoch nur insgesamt sechs Spiele; sein auslaufender Vertrag wurde nicht verlängert.
Im Juli 2010 unterschrieb Grebeschkow einen Zweijahresvertrag beim SKA Sankt Petersburg aus der Kontinentalen Hockey-Liga (KHL). Dort war er etwas mehr als zwei Spielzeiten aktiv und gewann mit dem Team zum Jahresende 2010 die 84. Auflage des traditionsreichen Spengler Cups, ehe er Ende Oktober 2012 innerhalb der KHL zum HK Jugra Chanty-Mansijsk wechselte. Für die Saison 2013/14 unterzeichnete der Abwehrspieler einen Einjahresvertrag bei seinem Ex-Team Edmonton Oilers aus der NHL und kam in der Folge vor allem bei den Oklahoma City Barons in der AHL zum Einsatz. Für die Oilers selbst absolvierte er lediglich sieben Partien und kehrte daraufhin im Sommer 2014 wieder nach Russland zurück. Nachdem Grebeschkow das Spieljahr 2014/15 beim HK Witjas in der KHL verbracht hatte, beendete der 31-Jährige im Sommer 2015 seine aktive Karriere.
Nach einer mehrjährigen Pause kehrte Grebeschkow im Sommer 2019 in Form einer Beraterfunktion bei seinem Ausbildungsverein Lokomotive Jaroslawl in den Eishockeysport zurück. Die folgenden beiden Spielzeiten arbeitete er als Nachwuchstrainer des Vereins für die Mannschaft in der Molodjoschnaja Chokkeinaja Liga (MHL). Mit Beginn der Saison 2023/24 übernahm der Russe einen Posten als Scout in der NHL-Organisation der Calgary Flames.

### International
Grebeschkow begann früh in seiner Karriere, sein Heimatland Russland international zu vertreten. 2001 wurde er sowohl in die U18-Auswahl, als auch die U20-Auswahl berufen und nahm an den jeweiligen Junioren-Weltmeisterschaften teil. Bei der U18-Weltmeisterschaft 2001 gewann der Verteidiger die Goldmedaille. In den folgenden zwei Jahren gewann er zwei weitere Goldmedaillen bei den U20-Welttitelkämpfen.
Für die russische A-Nationalmannschaft nahm Grebeschkow an den Weltmeisterschaften der Jahre 2007, 2008, 2009, 2010 sowie 2011 teil. In den Jahren 2008 und 2009 wurde er mit Russland Weltmeister, zudem gewann er in den Jahren 2011 Silber und 2007 Bronze. Ebenso nahm der Abwehrspieler an den Olympischen Winterspielen 2010 im kanadischen Vancouver teil. Für seine Verdienste um die Sbornaja auf internationaler Ebene wurde Grebeschkow im Jahr 2009 mit der Verdienstmedaille für das Vaterland II. Klasse und als Verdienter Meister des Sports Russlands ausgezeichnet.

## Erfolge und Auszeichnungen

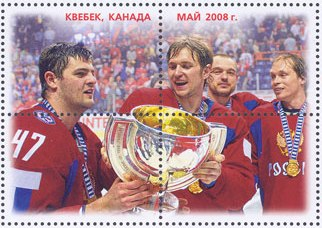
Grebeschkow (2. von links) auf einer russischen Briefmarke nach dem WM-Gewinn 2008

| - 2002 Russischer Meister mit Lokomotive Jaroslawl - 2003 Russischer Meister mit Lokomotive Jaroslawl - 2005 Teilnahme am AHL All-Star Classic | - 2006 Teilnahme am AHL All-Star Classic - 2010 Spengler-Cup-Gewinn mit dem SKA Sankt Petersburg - 2011 Teilnahme am KHL All-Star Game |

### International

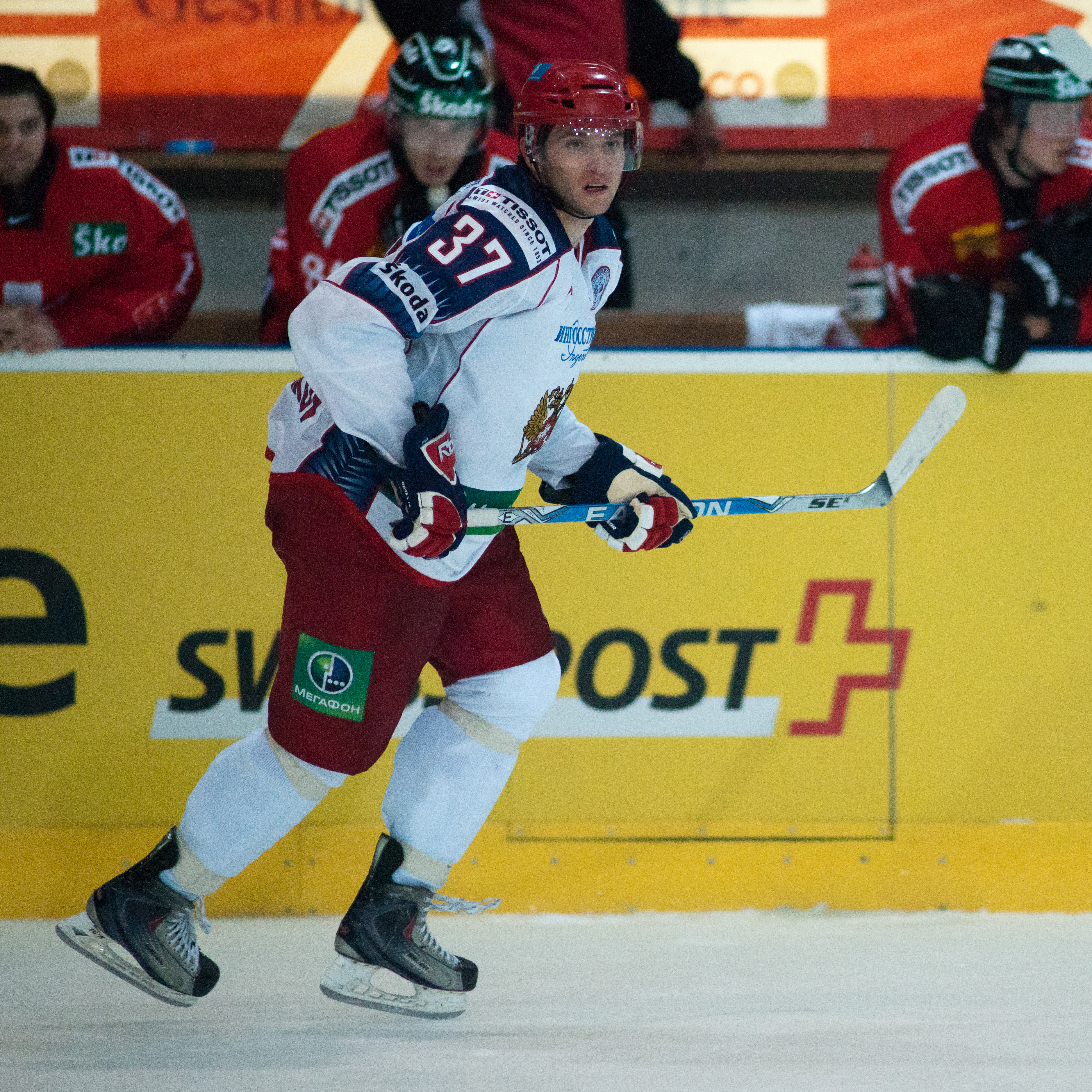
Grebeschkow als Spieler der russischen Nationalmannschaft (2011)

| - 2001 Goldmedaille bei der U18-Junioren-Weltmeisterschaft - 2002 Goldmedaille bei der U20-Junioren-Weltmeisterschaft - 2003 Goldmedaille bei der U20-Junioren-Weltmeisterschaft - 2003 Beste Plus/Minus-Bilanz der U20-Junioren-Weltmeisterschaft - 2007 Bronzemedaille bei der Weltmeisterschaft | - 2008 Goldmedaille bei der Weltmeisterschaft - 2009 Goldmedaille bei der Weltmeisterschaft - 2009 Verdienstmedaille für das Vaterland II. Klasse - 2009 Verdienter Meister des Sports Russlands - 2010 Silbermedaille bei der Weltmeisterschaft |

## Karrierestatistik

### International
Vertrat Russland bei:
| - U20-Junioren-Weltmeisterschaft 2001 - U18-Junioren-Weltmeisterschaft 2001 - U20-Junioren-Weltmeisterschaft 2002 - U20-Junioren-Weltmeisterschaft 2003 - Weltmeisterschaft 2007 | - Weltmeisterschaft 2008 - Weltmeisterschaft 2009 - Olympischen Winterspielen 2010 - Weltmeisterschaft 2010 - Weltmeisterschaft 2011 |

(Legende zur Spielerstatistik: Sp oder GP = absolvierte Spiele; T oder G = erzielte Tore; V oder A = erzielte Assists; Pkt oder Pts = erzielte Scorerpunkte; SM oder PIM = erhaltene Strafminuten; +/− = Plus/Minus-Bilanz; PP = erzielte Überzahltore; SH = erzielte Unterzahltore; GW = erzielte Siegtore; 1 Play-downs/Relegation; Kursiv: Statistik nicht vollständig)